# 坩埚

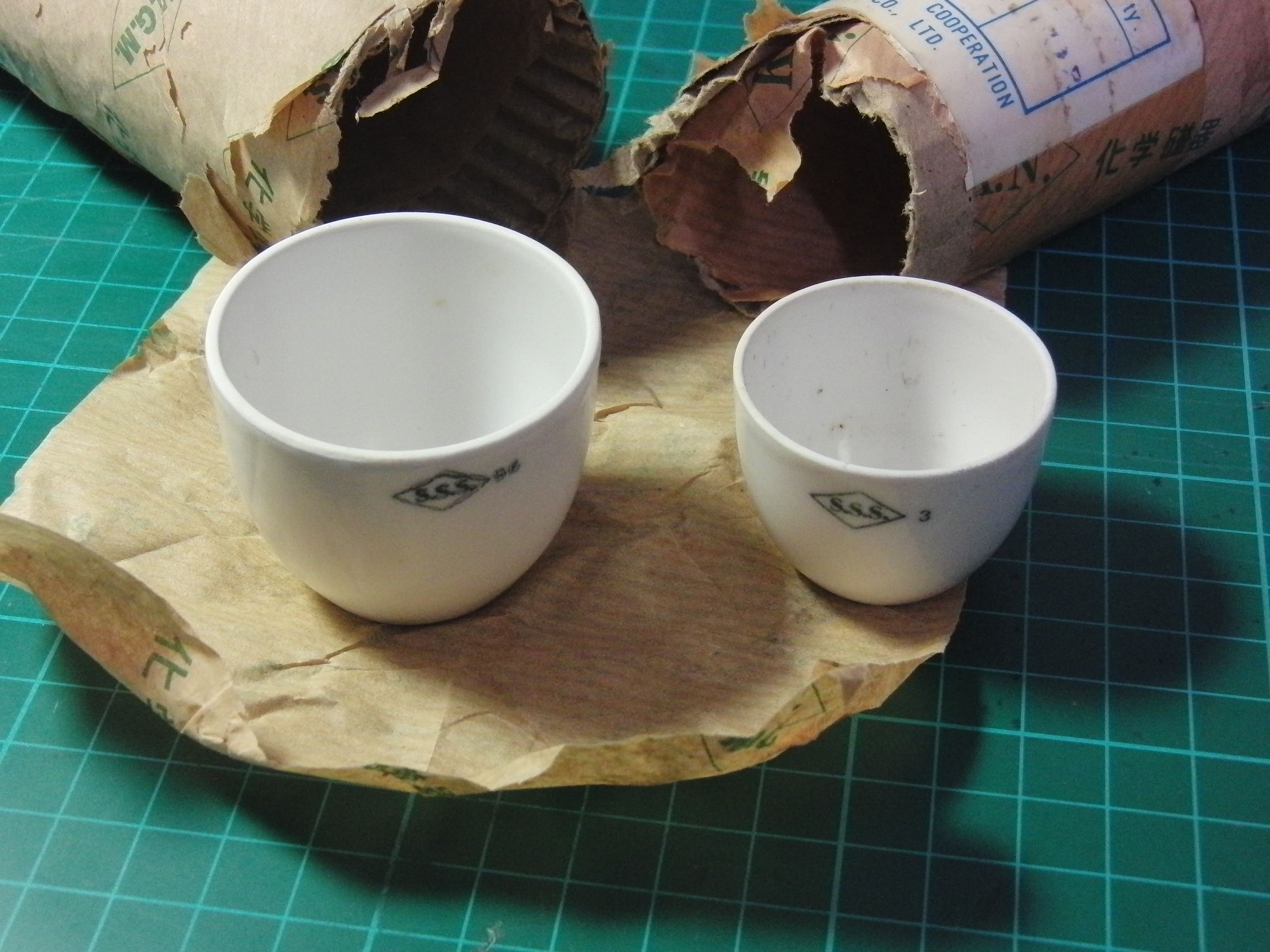
化學實驗室中最普遍的坩堝

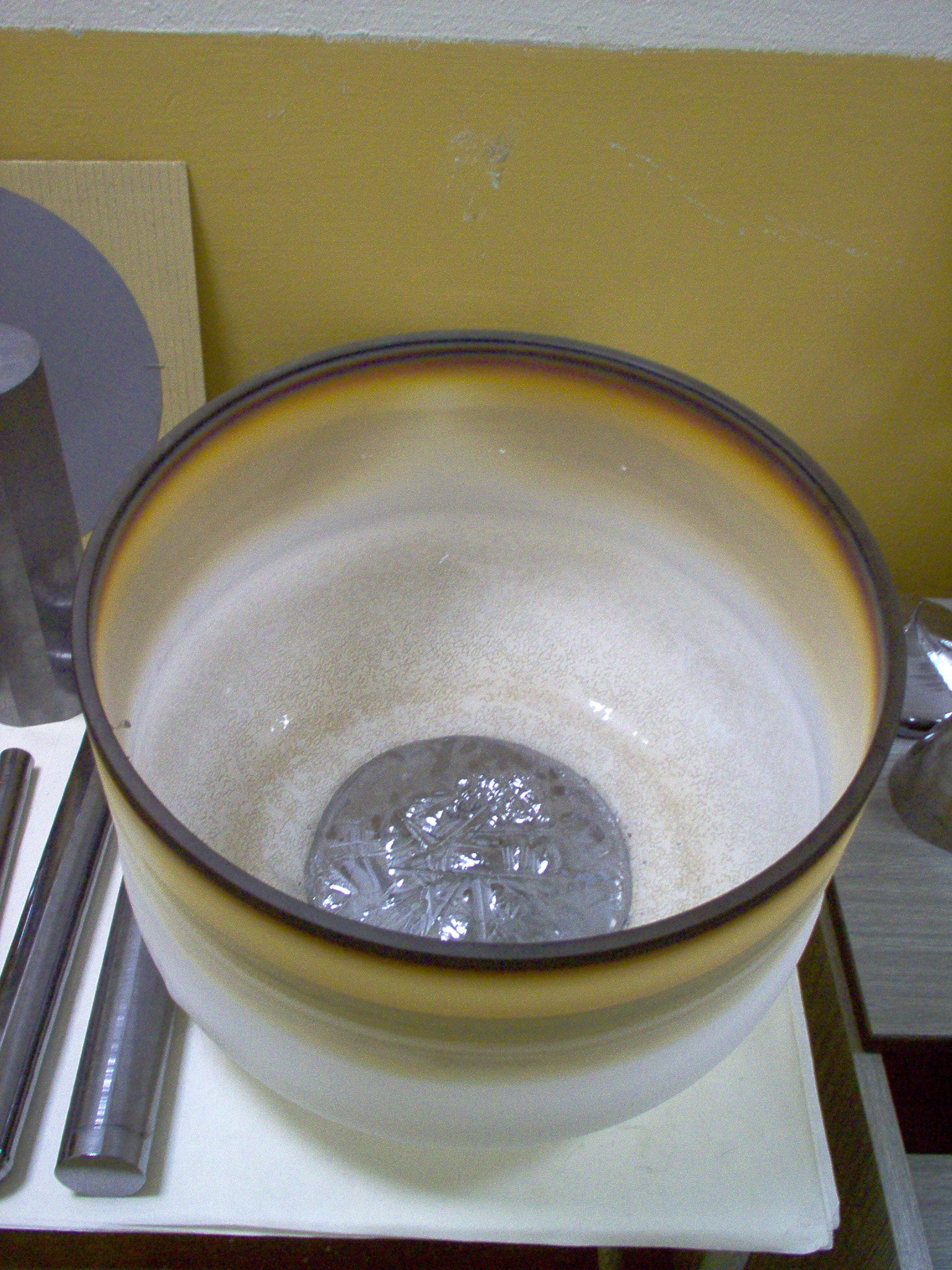
矽晶圓廠所使用的坩堝

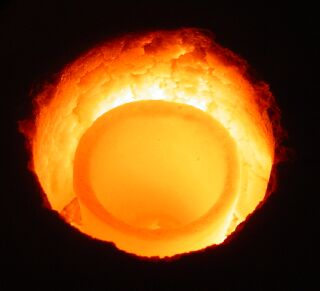
盛有熔化的金的坩埚

坩堝（英語：crucible）是實驗室中用于熔融试样或灼烧沉淀的耐高热容器，为上大下小形如截圆锥的杯狀器皿；一般用极耐火的材料，如黏土、石墨、瓷土或较难熔化的金属制成。坩埚最早使用於炼金术實驗，盛液體或固體（玻璃、金屬或其他物質）進行高溫加熱；冶金学中用來融化金屬的容器也稱作坩堝。
坩埚的材料要求耐热，比较坚固，而且在高温下也不易发生化学反应。传统坩埚为陶瓷制作，现代有用石墨、鉑、銠、镍、铬等金属。有些坩埚有相同材料制作的盖子。

## 分析化学中坩埚的使用
分析化学的定量分析中常用容量10-15毫升的陶瓷坩埚。一般是用来使分析物在高温下充分反应，然后通过前后质量的不同而定量测量。
陶瓷有吸水性。所以为了减少误差，在使用前应将坩埚严格干燥后在分析天平上称量。有的时候分析物用無灰滤纸过滤，将滤纸一起放进坩埚；这种滤纸在高温环境下完全分解，不会影响结果。高温处理后，将坩埚和所容物在特制的干燥器中干燥冷却，然后再称量。全程用干净的坩堝鉗夹取。